# Парламентские выборы в Сальвадоре (1978)
Парламентские выборы в Сальвадоре проходили 12 марта 1978 года. Практически все оппозиционные партии за исключением одной бойкотировали выборы. В результате лёгкую победу одержала правящая Национальная коалиционная партия, получившая 50 из 54 мест Законодательного собрания.

## Результаты
| Партия                             | Голоса  | %    | Места | +/-   |
| ---------------------------------- | ------- | ---- | ----- | ----- |
| Национальная коалиционная партия   | 766 673 | 90,3 | 50    | -2    |
| Сальвадорская народная партия      | 82 535  | 9,7  | 4     | новая |
| Недействительных/пустых бюллетеней |         | -    | -     | -     |
| Всего                              | 849 208 | 100  | 54    | +2    |
| Источник: Nohlen                   |         |      |       |       |